# Hope (Derbyshire)
Pour les articles homonymes, voir Hope.
Hope est un village et une paroisse civile du Derbyshire, dans le Peak District, en Angleterre. Au recensement de 2011, la population de la paroisse civile était de 864 habitants. Il se trouve dans la vallée de Hope au confluent du torrent Peakshole et de la rivière Noe. Au nord du village, les collines de Win Hill et Lose Hill s'élèvent de part et d'autre de la Noe.

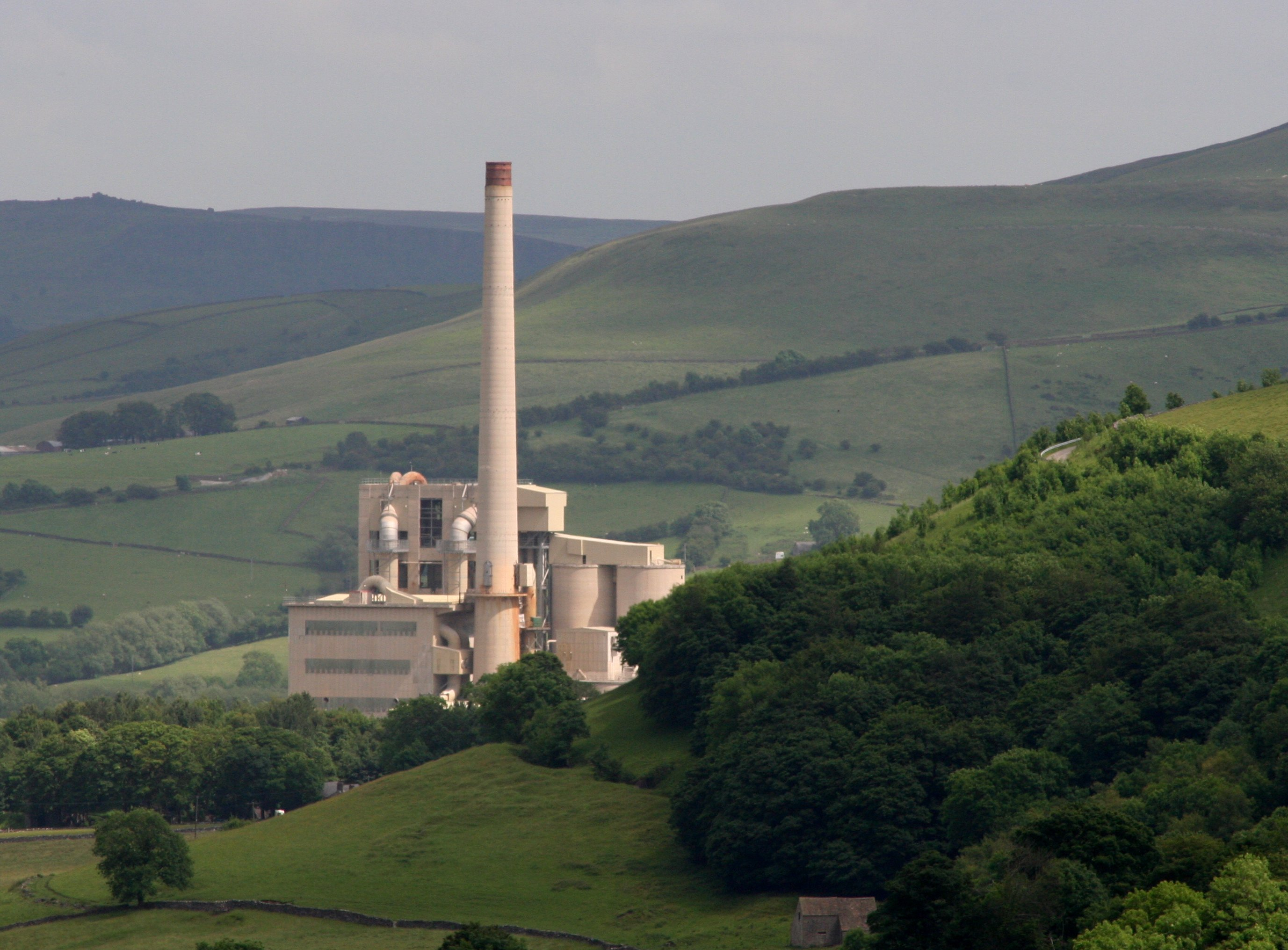
La cimenterie de Hope

On trouve les restes d'un fort romain dans le hameau de Brough-on-Noe, immédiatement à l'est du village. Son nom romain était Navio, et a été plus tard remplacé par brough, la traduction du mot « fort » en vieil anglais. Édouard l'Ancien cède à Hope des terres à Uhtred, fils d'Eadulf de Bamburgh. Par la suite cette concession est confirmée par Æthelstan. De nombreux vestiges du site sont exposés au musée de Buxton.
Le village est également connu pour sa fontaine décorée (Well dressing).
Hope possède une gare de chemin de fer sur la ligne de Sheffield à Manchester (gare de Hope Valley). La localité dispose également d'une petite école secondaire (voir ci-dessous), et est le site d'une grande carrière et d'une cimenterie, en grande partie invisible depuis le village. Cette cimenterie sert aussi de local aux sauveteurs de montagne bénévoles, l'Edale Mountain Rescue.

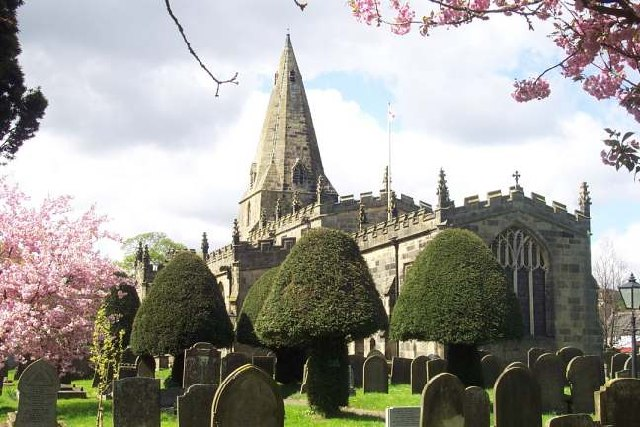
Église St Peter de Hope, Derbyshire

Deux croix anciennes se trouvent dans le terrain avoisinant l'église paroissiale St Peter. Le montant vertical de la croix de grès datant de la période anglo-saxonne fait sept pieds (soit environ deux mètres) de haut et est sculpté sur toutes ses faces. Cette croix pourrait avoir été érigée à l'origine dans la cour de l'église où sa base sert à présent de support à un cadran solaire. Lors de la Guerre Civile anglaise et jusqu'en 1858, elle a été dissimulée dans l'école du village. La base de la Croix d'Eccles, qui se trouvait à l'origine près de Eccles House, au sud de Hope, se trouve également dans le cimetière. Entre le 2 et 28 juillet 2011, l'église a été cambriolée et une quinzaine d'objets datant de 1662, dont deux calices d'argent et une plaque d'étain ont été volés